# Aragazotn
Aragazotn ([ɑɾɑɡɑˈt͡sɔtən] , armenisch Արագածոտնի մարզ / Aragazotni mars, in wissenschaftlicher Transliteration Aragacotni marz, zu Deutsch Provinz Aragazotn) ist eine Provinz im Westen Armeniens. Hauptstadt der Provinz ist Aschtarak. Der Name Aragazotn bedeutet „am Fuße des Bergs Aragaz“. Die Provinz grenzt an die armenischen Provinzen Schirak im Norden, Lori im Nordosten, Kotajk im Osten, Jerewan im Südosten und Armawir im Süden. Im Westen grenzt die Provinz an die Türkei (Provinz Kars).
Die Provinz hat eine Fläche von 2.756 km² und eine Bevölkerung von 124.500 (Stand: 2021). In der Provinz lebt eine signifikante Minderheit (über 5 % der Bevölkerung) Jesiden.
Weitere Städte neben Aschtarak sind die in den 1990er-Jahren zu Städten erhobenen früheren Siedlungen städtischen Typs Aparan und Talin. Neben diesen drei Stadtgemeinden gibt es 111 Landgemeinden mit insgesamt 117 Dörfern; die größten Dörfer (mit jeweils über 3000 Einwohnern) sind Aragazawan (bis in die 1990er-Jahre ebenfalls Siedlung städtischen Typs als Aragaz), Arteni, Bjurakan, Karbi, Oschakan und Woskewas (Stand 2011).
Die Provinz wurde während der administrativen Neuordnung im Rahmen der Dezentralisierung 1995 aus den seit 1930/37 in der Armenischen SSR der Sowjetunion bestehenden Rajons Aparan, Aragaz, Aschtarak und Talin sowie der rajonfreien Stadt Aschtarak gebildet.

## Verwaltungsgliederung
Seit einer Verwaltungsreform am 9. Juni 2017 beinhaltet die Provinz Aragazotn 72 Gemeinden, von denen drei Stadt- und 69 Landgemeinden sind:
| Stadtgemeinde | Gebiet (km²) | Bevölkerung (2017, geschätzt) | Eingemeindete Siedlungen |
| ------------- | ------------ | ----------------------------- | --- |
| Aparan        |              |                               | Aragaz (Aragazotn), Araji, Apnagjugh, Dschrambar, Dsoragluch, Hartawan (Armenien), Jerndschatap, Jeghipatrusch, Kajk (Armenien), Kutschak, Lusagjugh (Aragazotn), Nigawan, Saralandsch (Aragazotn), Schenawan (Aragazotn), Schoghakn, Tschknagh, Ttudschur (Aragazotn), Wardenis (Aragazotn), Wardenut, Zaghkaschen (Aragazotn) |
| Aschtarak     | 42           | 20636                         | Mughni |
| Talin         | 44           | 8374                          | |

Landgemeinden und enthaltene Siedlungen:
- Agarak (Aragazotn)
- Agarakawan
- Aghdsk
- Akunk (Aragazotn)
- Alagjas
  - Awschen
  - Tschartschakis
  - Dschamschlu
  - Kaniaschir
  - Midschnatun
  - Mirak (Armenien)
  - Rja Tasa
  - Schenkani
  - Sipan (Armenien)
- Antarut
- Aragazawan
  - Arteni
  - Getap (Aragazotn)
  - Lusakn
- Aragazotn (Dorf)
- Arewut
- Artaschawan
- Arutsch
- Aschnak
- Awan (Armenien)
  - Chnusik
- Basmaghbjur
- Bjurakan
- Daschtadem (Aragazotn)
- Dawtaschen (Dorf)
- Ddmasar
- Dian (Armenien)
- Dprewank
- Garnahowit
- Ghasarawan
- Hako (Armenien)
- Hazaschen
- Irind
- Jeghnik
- Kakawadsor (Aragazotn)
- Kantsch (Armenien)
- Karbi (Armenien)
- Karmraschen (Aragazotn)
- Katnaghbjur (Aragazotn)
- Kosch (Aragazotn)
- Lernarot
- Mastara
  - Dsoragjugh (Aragazotn)
- Melikgjugh
- Mezadsor
- Nerkin Basmaberd
- Nerkin Sasnaschen
- Nor Amanos
- Nor Artik
- Nor Jedesia
- Ohanawan
- Orgow
- Oschakan
- Otewan
- Parpi
- Partisak
- Saghmosawan
  - Saghmosawank (ehem. Kloster)
- Sarindscha
- Sasunik
  - Karin (Armenien)
- Schamiram (Armenien)
- Schgharschik (Aragazotn)
- Sorik
- Sowasar
- Suser (Armenien)
- Tatul (Armenien)
- Tegher (Armenien)
- Tlik
- Tsaghkahovit (Zaghkahowit)
  - Berkarat
  - Geghadir (Aragazotn)
  - Geghadsor
  - Gegharot
  - Hnaberd (Aragazotn)
  - Lernapar
  - Noraschen (Aragazotn)
  - Sadunz
  - Zilkar
  - Wardablur (Aragazotn)
- Udschan
- Uschi (Armenien)
- Werin Basmaberd
- Werin Sasunik
- Werin Sasnaschen
- Woskehat (Aragazotn)
- Wosketas
- Woskewas
- Zaghkasar
- Zamakasar